# 1967 no cinema

## Principais filmes produzidos
- Bonnie and Clyde,de Arthur Penn,com Faye Dunaway e Warren Beatty.
- 2 ou 3 choses que je sais d'elle, de Jean-Luc Godard
- Accident, de Joseph Losey, com Dirk Bogarde e Delphine Seyrig
- Astérix le Gaulois, filme de animação de Albert Uderzo e René Goscinny
- Barefoot in the Park, de Gene Sacks, com Robert Redford, Jane Fonda e Charles Boyer
- Belle de jour, de Luis Buñuel, com Catherine Deneuve e Michel Piccoli
- Casino Royale, de Val Guest, John Huston e outros, com Peter Sellers, Ursula Andress, David Niven, Orson Welles, Woody Allen, Deborah Kerr, William Holden e Jean-Paul Belmondo
- O caso dos irmãos Naves, de Luís Sérgio Person, com Juca de Oliveira, Anselmo Duarte e Raul Cortez
- La Collectionneuse, de Eric Rohmer
- Cool Hand Luke, de Stuart Rosenberg, com Paul Newman
- A Countess from Hong Kong, de Charles Chaplin, com Sophia Loren, Marlon Brando e Tippi Hedren
- Csend és kiáltás, de Miklós Jancsó
- Dance of the Vampires, de e com Roman Polanski e com Jack MacGowran e Sharon Tate
- Les Demoiselles de Rochefort, de Jacques Demy e Agnès Varda, com Catherine Deneuve e Françoise Dorléac
- Le départ, de Jerzy Skolimowski, com Jean-Pierre Léaud
- The Dirty Dozen, de Robert Aldrich, com Lee Marvin, Ernest Borgnine, Charles Bronson e John Cassavetes
- Doctor Dolittle, de Richard Fleischer, com Rex Harrison e Richard Attenborough
- Edipo re, de Pier Paolo Pasolini, com Silvana Mangano, Franco Citti e Alida Valli
- Electronic Labyrinth THX 1138 4EB, de George Lucas
- Far from the Madding Crowd, de John Schlesinger, com Julie Christie, Terence Stamp e Alan Bates
- The Graduate, de Mike Nichols, com Anne Bancroft, Dustin Hoffman e Katharine Ross
- Guess Who's Coming to Dinner, de Stanley Kramer, com Spencer Tracy, Sidney Poitier e Katharine Hepburn
- Hombre, de Martin Ritt, com Paul Newman e Fredric March
- The Honey Pot, de Joseph L. Mankiewicz, com Rex Harrison, Susan Hayward, Cliff Robertson e Maggie Smith
- Horí, má Panenko, de Miloš Forman
- In Cold Blood, de Richard Brooks
- In the Heat of the Night, de Norman Jewison, com Sidney Poitier, Rod Steiger e Warren Oates
- Midaregumo, de Mikio Naruse
- Mouchette, de Robert Bresson
- The Night of the Generals, de Anatole Litvak, com Peter O'Toole, Omar Sharif, Donald Pleasence, Philippe Noiret e Christopher Plummer
- Play Time, de e com Jacques Tati
- Point Blank, de John Boorman, com Lee Marvin e Angie Dickinson
- Portrait of Jason, de Shirley Clarke, com Jason Holliday
- Reflections in a Golden Eye, de John Huston, com Elizabeth Taylor e Marlon Brando
- Le samouraï, de Jean-Pierre Melville, com Alain Delon
- Lo straniero, de Luchino Visconti, com Marcello Mastroianni e Anna Karina
- The Taming of the Shrew, de Franco Zeffirelli, com Elizabeth Taylor e Richard Burton
- Terra em Transe, de Glauber Rocha, com Jardel Filho, Paulo Autran, José Lewgoy, Glauce Rocha, Paulo Gracindo, Hugo Carvana e Mário Lago
- Thoroughly Modern Millie, de George Roy Hill, com Julie Andrews, James Fox e Mary Tyler Moore
- Todas as Mulheres do Mundo, de Domingos de Oliveira, com Leila Diniz, Paulo José, Joana Fomm e Flávio Migliaccio
- Two for the Road, de Stanley Donen, com Audrey Hepburn e Albert Finney
- Vedreba, de Tengiz Abuladze
- Le vieil homme et l'enfant, de Claude Berri, com Michel Simon
- La vingt-cinquième heure, de Henri Verneuil, com Anthony Quinn, Virna Lisi e Michael Redgrave
- Le voleur, de Louis Malle, com Jean-Paul Belmondo e Geneviève Bujold
- Voyna i Mir, de Sergei Bondarchuk, com Ludmila Savelyeva e Vyacheslav Tikhonov
- Wait Until Dark, de Terence Young, com Audrey Hepburn e Alan Arkin
- Week End, de Jean-Luc Godard
- You Only Live Twice, de Lewis Gilbert, com Sean Connery, Akiko Wakabayashi e Donald Pleasence

## Nascimentos

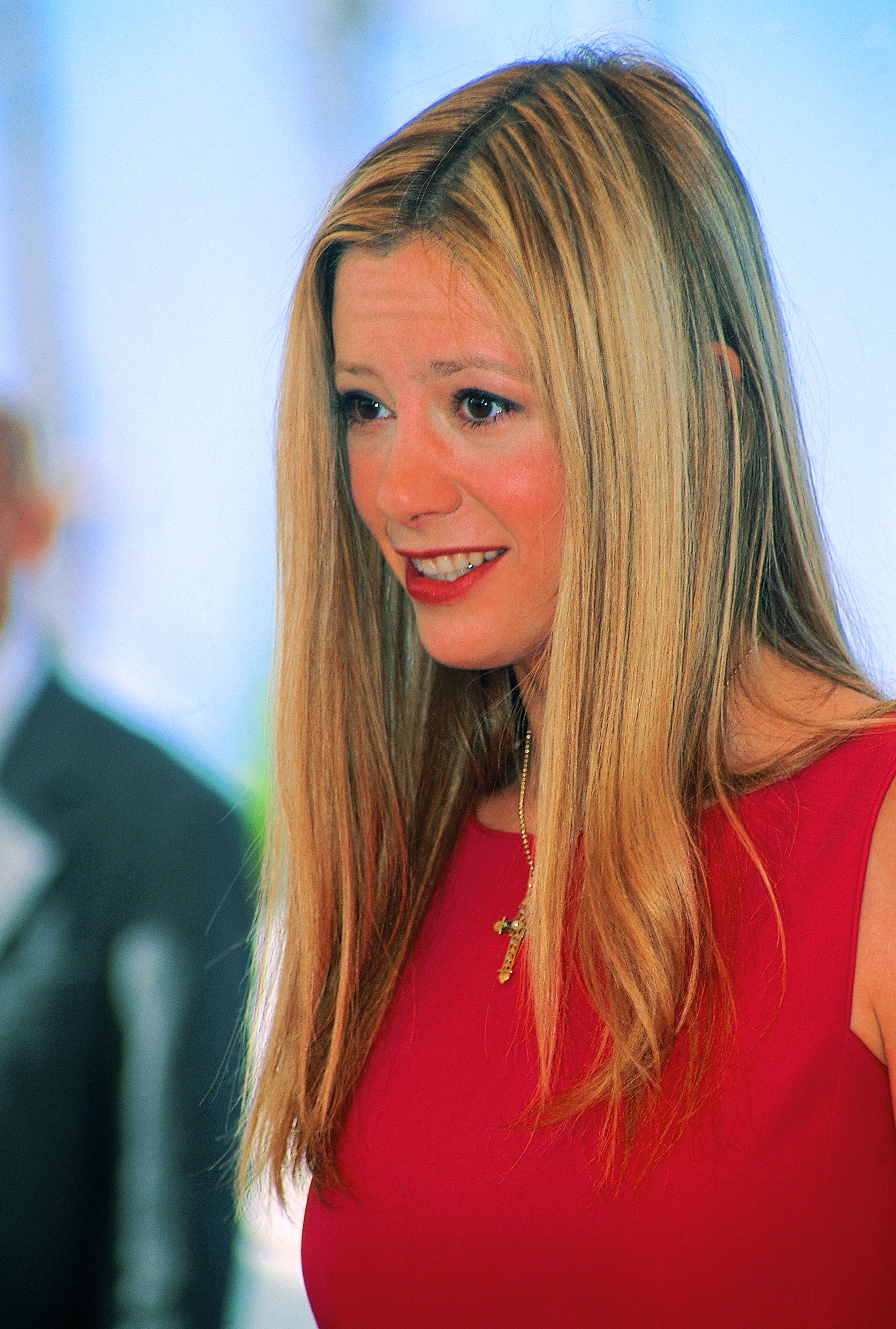
Mira Sorvino, nascida no ano de 1967.

| Data            | Nome                     | Profissão                                        | Nacionalidade              | Observações | Ref |
| --------------- | ------------------------ | ------------------------------------------------ | -------------------------- | ----------- | --- |
| 8 de Janeiro    | Guilherme Fontes         | ator e diretor                                   | Brasil                     |             |     |
| 7 de fevereiro  | Enda Walsh               | dramaturgo e roteirista                          | Irlanda                    |             |     |
| 10 de fevereiro | Laura Dern               | atriz                                            | Estados Unidos             |             |     |
| 10 de Fevereiro | Marcelo Serrado          | ator                                             | Brasil                     |             |     |
| 19 de Fevereiro | Benicio Del Toro         | ator                                             | Porto Rico                 |             |     |
| 11 de março     | John Barrowman           | ator, cantor, apresentador, escritor e dançarino | Escócia/ Estados Unidos    |             |     |
| 16 de Março     | Lauren Graham            | atriz                                            | Estados Unidos             |             |     |
| 18 de abril     | Maria Bello              | atriz                                            | Estados Unidos             |             |     |
| 26 de abril     | Marianne Jean-Baptiste   | atriz                                            | Reino Unido                |             |     |
| 6 de maio       | Songsit Roongnophakunsri | cantor e ator                                    | Tailândia                  |             |     |
| 24 de maio      | Dana Ashbrook            | ator                                             | Estados Unidos             |             |     |
| 11 de Junho     | Isabela Garcia           | atriz                                            | Brasil                     |             |     |
| 19 de junho     | Mia Sara                 | atriz                                            | Estados Unidos             |             |     |
| 20 de junho     | Nicole Kidman            | atriz                                            | Austrália / Estados Unidos |             |     |
| 1 de julho      | Pamela Anderson          | atriz, modelo e produtora                        | Canadá / Estados Unidos    |             |     |
| 18 de Julho     | Vin Diesel               | ator                                             | Estados Unidos             |             |     |
| 23 de julho     | Philip Seymour Hoffman   | ator                                             | Estados Unidos             | m. 2014     |     |
| 3 de agosto     | Mathieu Kassovitz        | diretor e ator                                   | França                     |             |     |
| 11 de agosto    | Collin Chou              | ator                                             | Taiwan                     |             |     |
| 21 de Agosto    | Carrie-Anne Moss         | atriz                                            | Canadá                     |             |     |
| 9 de setembro   | Ana Nave                 | atriz                                            | Portugal                   |             |     |
| 28 de setembro  | Mira Sorvino             | atriz                                            | Estados Unidos             |             |     |
| 3 de outubro    | Denis Villeneuve         | cineasta                                         | Canadá                     |             |     |
| 4 de outubro    | Helena Laureano          | atriz                                            | Portugal                   |             |     |
| 5 de outubro    | Guy Pearce               | ator                                             | Austrália                  |             |     |
| 22 de Outubro   | Ana Beatriz Nogueira     | atriz                                            | Brasil                     |             |     |
| 28 de outubro   | Julia Roberts            | atriz                                            | Estados Unidos             |             |     |
| 15 de novembro  | François Ozon            | diretor                                          | França                     |             |     |
| 22 de Novembro  | Mark Ruffalo             | ator                                             | Estados Unidos             |             |     |
| 13 de dezembro  | Jamie Foxx               | ator, roteirista, produtor e músico              | Estados Unidos             |             |     |
| 16 de Dezembro  | Miranda Otto             | atriz                                            | Austrália                  |             |     |

## Mortes
| Data          | Nome                  | Profissão         | Nacionalidade            | Observações | Ref |
| ------------- | --------------------- | ----------------- | ------------------------ | ----------- | --- |
| 6 de março    | Nelson Eddy           | cantor e ator     | Estados Unidos           | n. 1901     |     |
| 15 de abril   | Totò                  | ator e comediante | Itália                   | n. 1898     |     |
| 29 de abril   | Anthony Mann          | cineasta          | Estados Unidos           | n. 1906     |     |
| 29 de maio    | Georg Wilhelm Pabst   | cineasta          | Áustria                  | n. 1885     |     |
| 30 de maio    | Claude Rains          | ator              | Estados Unidos           | n. 1889     |     |
| 10 de junho   | Spencer Tracy         | ator              | Estados Unidos           | n. 1900     |     |
| 26 de junho   | Françoise Dorléac     | atriz             | França                   | n. 1942     |     |
| 29 de junho   | Jayne Mansfield       | atriz             | Estados Unidos           | n. 1933     |     |
| 29 de junho   | José Leitão de Barros | cineasta          | Portugal                 | n. 1896     |     |
| 7 de julho    | Vivien Leigh          | atriz             | Reino Unido              | n. 1913     |     |
| 25 de agosto  | Paul Muni             | ator              | Ucrânia / Estados Unidos | n. 1895     |     |
| 30 de outubro | Julien Duvivier       | diretor           | França                   | n. 1896     |     |
| 9 de novembro | Charles Bickford      | ator              | Estados Unidos           | n. 1891     |     |
| 3 de outubro  | Pinto Colvig          | ator e dublador   | Estados Unidos           | n. 1892     |     |